# Tramvie Provinciali Cremonesi
Tramvie Provinciali Cremonesi (TPC) era la società dell'amministrazione provinciale di Cremona che gestiva le tranvie interurbane cremonesi e le autolinee che le sostituirono.
Per un breve periodo, tra il 1925 e il 1929, operò come azienda provincializzata.
La documentazione aziendale è conservata in un fondo di cui è titolare la Provincia di Cremona, depositato presso l'Archivio di Stato di Cremona.

## Settori di attività

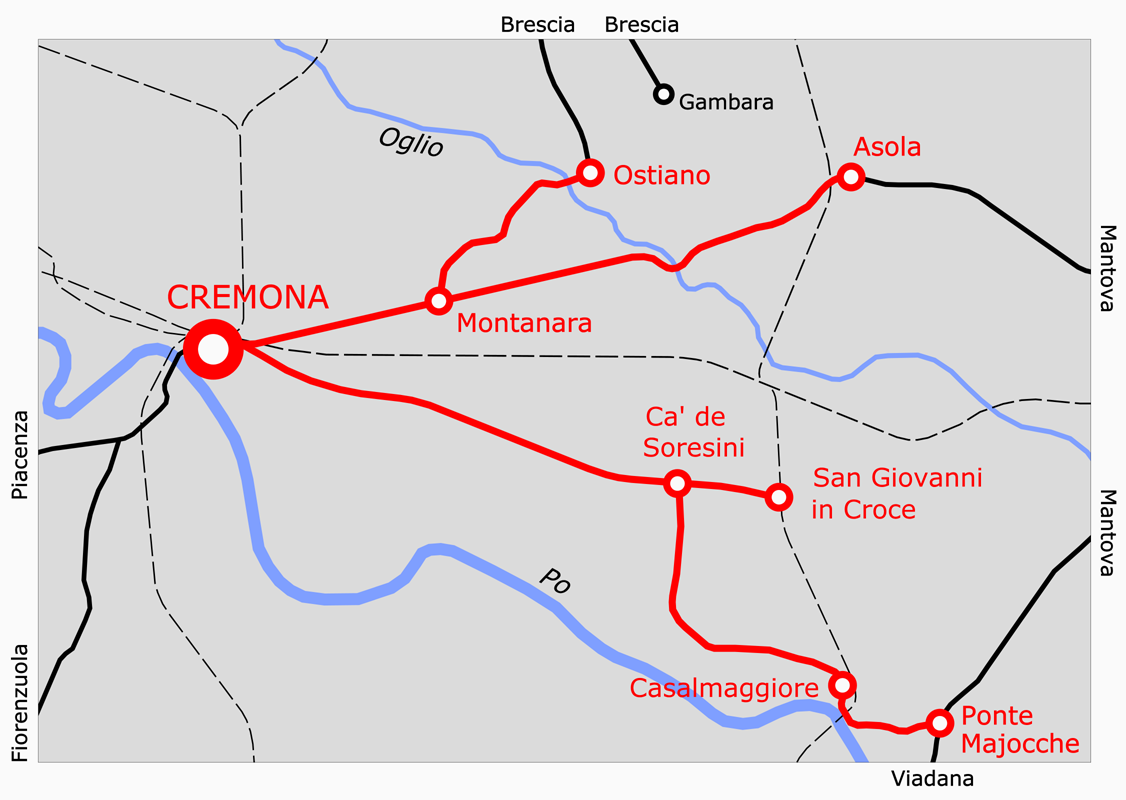
La rete gestita dalla TPC

Nel suo arco di vita, la TPC eserci le seguenti tranvie:
- la Cremona-Casalmaggiore e le sue diramazioni Casalmaggiore-Ponte Majocche e Ca' de Soresini-San Giovanni in Croce
- la Cremona-Ostiano
- la Cremona-Asola

Nella seconda metà degli anni cinquanta del XX secolo la TPC gestì inoltre le autolinee Cremona-Cingia de' Botti e Cremona-Piadena, oltre a quelle sostitutive delle citate tranvie.

## Storia

### Prodromi
Alla fine degli anni ottanta del XIX secolo, nella provincia di Cremona si procedette alla costruzione di alcune linee tranviarie interurbane colleganti il capoluogo a Casalmaggiore (1888), ad Ostiano (1889) e alla vicina città di Piacenza (1892). Verso la fine dello stesso secolo, le prime due linee, la Cremona-Casalmaggiore e la Cremona-Ostiano furono acquistate da una società vicina alla Banca Manzi & C, la Società Tramvie nella provincia di Cremona (STPC) che nel 1900 le cedette alla Società Nazionale Ferrovie e Tramvie (SNFT), la quale già eserciva le tranvie della provincia di Parma.
La SNFT nel corso del primo decennio del XX secolo si espanse nel ramo ferroviario, costruendo la Iseo-Edolo e chiedendo la concessione della Cremona-Iseo. Durante la prima guerra mondiale la SNFT manifestò l'intenzione di uscire dall'esercizio tranviario, ripetendo quanto avvenuto nei confronti dell'amministrazione parmigiana qualche anno prima. L'amministrazione provinciale si fece dunque carico di acquistare le linee ed esercirle direttamente.

### I primi anni d'esercizio

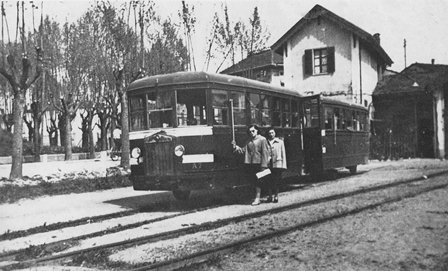
La stazione di Ostiano nel 1950

Il 13 maggio 1916 il consiglio provinciale stabilì la retrocessione delle concessioni dalla SNFT all'amministrazione provinciale. Fu determinato un prezzo di riscatto pari a 1.761.000 lire dell'epoca che tuttavia scese a 1.165.000 lire per via del riconoscimento del contributo, pari a 750.000 Lire, versato dalla provincia negli anni ottanta del XIX secolo a favore dei primi concessionari delle tranvie. L'atto di cessione fu stipulato l'8 luglio, mentre l'esercizio in proprio iniziò il 1º gennaio dell'anno seguente. Il personale SNFT della Direzione di Cremona fu trasferito all'amministrazione provinciale, mentre i dirigenti fornirono supporto tecnico per i primi tempi.
L'esercizio delle tranvie fu svolto in economia diretta dall'amministrazione provinciale in attesa di costituire un'apposita società provincializzata, dapprima con il nome di Tranvie cremonesi esercite dalla Provincia, in seguito come Tramvie Provinciali Cremonesi. L'obiettivo che inizialmente si pose la provincia fu quello di migliorare il servizio elettrificando la rete, condizione ritenuta necessaria per aumentare la velocità commerciale e il numero delle corse. I mezzi finanziari vennero a mancare, tuttavia la decisione di mantenere i criteri di economicità introdotti dalla SNFT nell'esercizio tranviario permisero di contenere i costi delle strutture. Negli anni venti la provincia riuscì ad investire in alcune rettifiche di tracciato con contestuale rinnovo dell'armamento.
Nel gennaio 1925 si concretizzò il passaggio della rete all'Azienda provincializzata, per garantire una maggiore autonomia gestionale. Tuttavia, dopo quattro anni, si decise di fare un passo indietro e di riconsegnare alla provincia la gestione diretta dato che con quella separata si era presentata una burocrazia sovradimensionata rispetto alle dimensioni dell'attività. Tra il 1927 e il 1929 si costruì la Cremona-Asola, mentre nel 1928 si decise di chiudere la Ca' de Soresini-San Giovanni.
Nel 1930 la gestione tornò dunque all'amministrazione provinciale che dovette ben presto fronteggiare la discesa dei volumi di traffico provocata dalla crisi economica. Si decise di ridurre il numero di corse passeggeri e di merci, mentre a partire dal 1931 si soppresse il servizio viaggiatori sulla diramazione Casalmaggiore-Ponte Majocche.

### Il rilancio del servizio

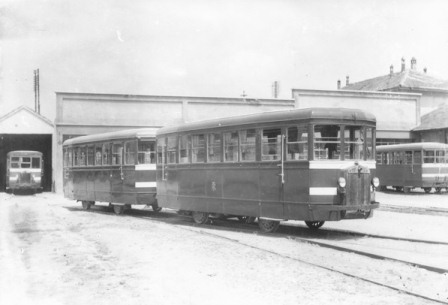
Stazione TPC di via Dante con le automotrici Fiat

L'introduzione della trazione endotermica, avvenuta nel 1933, invertì la tendenza, favorendo l'incremento del volume dei viaggiatori ad un livello tale da garantire per diversi anni il pareggio di bilancio. Le automotrici FIAT A1-A9, con motori a benzina, fecero ottenere alla TPC quei risultati che erano stati programmati con l'elettrificazione: migliorò infatti la velocità dei convogli e si poté aumentare il numero delle corse.
Nel 1934, la TPC dovette assumere la decisione di sopprimere la tranvia Casalmaggiore – Ponte Majocche, in quanto resa obsoleta dallo smantellamento della rete tranviaria mantovana avvenuto l'anno precedente. Tra il 1936 e il 1937 furono acquistati dalla Badoni dei locomotori a benzina tipo ABL IV per sostituire le locomotive a vapore che fino a quel momento erano rimaste impiegate nel trasporto di merci. In quell'anno, quest'ultimo tipo di traffico vide intraprendere un sentiero di crescita, soprattutto grazie ai raccolti di uva e barbabietole, le cui coltivazioni furono avviate proprio in quel periodo, e alla ghiaia e ai fertilizzanti.
Al termine del conflitto bellico, la TPC si pose come immediato obiettivo il ripristino dell'esercizio regolare, del materiale rotabile e delle infrastrutture distrutte dai bombardamenti. Tuttavia le concessioni delle due più vecchie tranvie, quelle per Ostiano e per Casalmaggiore, erano prossime alla scadenza. La fine degli anni quaranta e la prima metà degli anni cinquanta videro alternare i progetti di rilancio della rete, come l'introduzione di nuove automotrici a trazione diesel, ai tentativi di procrastinare provvisoriamente la scadenza delle concessioni. Nel 1951 si acquistarono i primi tre autobus ed un rimorchio con l'intenzione di impiegarli nella fase transitoria prima dell'arrivo delle nuove automotrici.
Il veto definito dell'ANAS, che ebbe in competenza la Strada statale 10 Padana Inferiore sulla quale transitavano le linee per Asola e per Ostiano, pose fine al processo di rinnovo del materiale tranviario. Il consiglio provinciale approvò nel 1952 la soppressione delle linee tranviarie per sostituirle con servizi automobilistici: la TPC ebbe il compito di condurre la transizione acquistando i nuovi mezzi, traendo i finanziamenti necessari dalla dismissione del materiale rotabile.

### La fase delle autolinee
Nel settembre 1952 iniziarono le prime autocorse sulla Cremona – Casalmaggiore, dapprima in affiancamento al normale servizio tranviario, poi, a partire dal 14 marzo 1954, in completa sostituzione ad esso. Il 22 maggio e il 1º luglio dell'anno seguente fu il turno rispettivamente della linea per Ostiano e di quella per Asola. Ad esse si affiancò l'autolinea Cremona-Pugnolo-Vidiceto-Cingia de' Botti, istituita nel 9 novembre 1954.
Tra il 1955 e il 1956 furono vendute ad aziende private le automotrici e i rimorchi, mentre l'Agip acquistò tre locomotori Badoni. Nello stesso periodo furono acquistati quindici autobus, principalmente carrozzati Viberti e Dalla Via, e un altro rimorchio.
Il 9 dicembre 1957 fu istituita un'altra autolinea, la Cremona-Torre de' Picenardi-Drizzona-Piadena, che fu l'ultima ad essere attivata dalla TPC. L'esercizio automobilistico infatti rimase pressoché deficitario nonostante fosse venuta meno la manutenzione delle strade ferrate.
La decisione di cedere le autolinee interurbane fu assunta dal consiglio provinciale cremonese l'11 gennaio 1960. La giunta indisse una trattativa privata rivolta a dodici società operanti nel campo degli trasporti pubblici su gomma. L'unica azienda che si fece avanti fu la Società Azionaria Imprese Autoservizi (SAIA) che offrì di conseguenza l'ammontare minimo imposto dalla delibera del consiglio provinciale: 200 milioni di lire, impegnandosi a rilevare il personale dipendente delle TPC. Le attività della gestione provinciale terminarono il 30 giugno 1960.

## Dati societari

### Parco rotabile a vapore
Alla sua costituzione, la TPC aveva ereditato dalle precedenti gestioni un parco costituito da materiale eterogeneo:
- La società esercente la tranvia Cremona-Ostiano (TCO) aveva fatto ricorso al mercato dell'usato acquistando tre motrici già utilizzate in altri contesti. Una locomotiva era di tipo ferroviario costruita dalla Cerimedo & C. di Milano, mentre le altre due erano di tipo tranviario. Di queste, una fu prodotta dalla Henschel & Sohn di Cassel e ceduta alla TCO dalla Tramways a Vapore Interprovinciali di Milano, Bergamo e Cremona (TIP), mentre l'altra fu prodotta dalla francese Anjubault[19].
- La Società Biglia si era rivolta alla Henschel & Sohn acquistando quattro locomotive nuove, entrate tutte in servizio nel luglio 1888. La più vecchia, immatricolata come vettura numero 4 e battezzata con il nome di "Pietro Micca", ebbe la notevole caratteristica di esse rimasta nel parco locomotive delle tranvie provinciali fino a che la rete non fu dismessa[20].
- La Società tramvie nella provincia di Cremona (STPC), che aveva ereditato il materiale della Società Biglia, nel 1892, e quello della TCO, nel 1899, a sua volta si procurò un'altra locomotiva Henschel & Sohn e acquistò dalla tranvia Lugo-Alfonsine una motrice Krauss[21].
- I suddetti parchi comprendevano altresì carri e vetture prodotte dalla Grondona, cui si erano aggiunte autoproduzioni dell'officina TCO e acquisizioni nel mercato dell'usato. La società Biglia aveva acquistato fra l'altro una vettura Diatto che fu impiegata nella tranvia a cavalli tra Ca' de Soresini e San Giovanni[21].
- La Società Nazionale Ferrovie e Tramvie (SNFT), ereditato il materiale dalla STPC, dismise la motrice ferroviaria della Cerimedo & C. per sostituirla con una Krauss proveniente dalla Societé Anonyme de Tramways du Nord de Naples (TN) che aveva in concessione le tranvie di Capodimonte. La stessa SNFT acquistò inoltre due locomotive Henschel & Sohn e due Borsig riconvertendo inoltre le vetture utilizzate nella tranvia a cavalli per adattarle alla trazione meccanica. Nel 1911 fece trasferire dalla rete tranviaria parmigiana la locomotiva "Giuseppe Verdi" di costruzione Orenstein & Koppel[22].

Nel passaggio dalla SNFT alla TPC, la prima società non cedette alla seconda le motrici ex TN ed ex TCO, in quanto accantonate e demolite, e le vetture della tranvia a cavalli riadattate. La TPC utilizzò quindi il parco rotabile già esistente; solo verso la fine degli anni venti furono acquisite le prime locomotive della gestione TPC. Si trattò di materiale usato Krauss: una unità a 3 assi del 1907 provenne dalla tranvia Bologna-Casalecchio-Vignola, mentre le altre tre locomotive (a 2 assi, costruite nel 1908) giunsero dalla tranvia Milano-Saronno (gestita dalle Ferrovie Nord Milano) dov'erano numerate 05-07, nel 1927.

### Automotrici a trazione termica

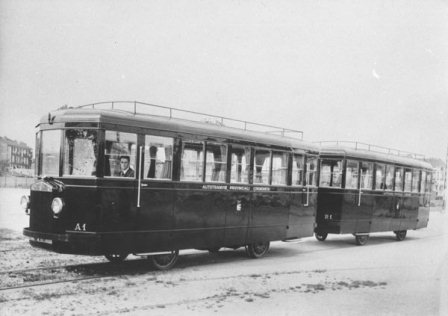
Automotrici Fiat in consegna nel 1934

Le automotrici tranviarie a benzina prodotte dalla FIAT per conto della TPC erano dotate di un motore a sei cilindri di 55 Kw a 2000 giri alimentato a benzina e potevano raggiungere la velocità massima di 58 km/h. Le motrici erano a rodiggio 1A; avevano inoltre una lunghezza massima di 7,400 metri, mentre la larghezza massima era di 2350 m e l'altezza dal piano del ferro era di 2,895 m. Erano dotate di ventiquattro posti a sedere e sedici in piedi. L'esterno era verniciato di rosso, mentre l'interno era bianco.
I locomotori Badoni di tipo ABL IV erano anch'essi alimentati a benzina, ma con possibile alimentazione a metano. I motori erano FIAT 235/13 a 6 cilindri con potenza installata di 55 kW a 2000 giri; la velocità massima di questi locomotori era di 36,5 km/h. Il rodiggio era di tipo B, la larghezza massima era di 4,720 metri, mentre la larghezza era di 2,250 m e l'altezza dal piano del ferro di 3,170 m.
Nel 1936, a causa delle esigenze dell'autarchia, le automotrici furono convertite all'alimentazione a gas metano.
Nel dopoguerra, il piano di ammodernamento della rete tranviaria TPC, non realizzatosi, prevedeva l'introduzione di nuove automotrici a doppio comando e a carrelli, dotate di motore diesel FIAT 366.